# Пројекат-метода
Пројекат-метода је систем наставе којим се тежило да школско учење максимално приближи и решавању проблема и стицању знања у практичним животним ситуацијама. То значи да ученици у школи не треба да добијају готова, већ треба сами да стичу знања и то активним укључивањем у решавање актуелних животних проблема.

## Улога наставника
Као што пројекат-метода одбацује предметни систем наставе, тако одбацује и фиксиране наставне програме. Улога наставника је да помогне одређеној групи да одабере и дефинише проблем. За решавање проблема прави се пројекат (одатле назив тог система наставе), којим се планира рад, утврђују методе рада и прикупљају потребна средства. Ученици активно учествују у свим фазама пројекта, од избора до проблема његовог решавања. Они морају бити заинтересовани за проблем који мора бити адекватан учениковом узрасту.

## Добре стране и лоше стране пројекат-методе
Много је било дискусија о овом систему организације наставе, нарочито о његовој примени. У добре стране убрајају се:
- усмеравање на самосталан рад ученика,
- развијање сарадње и солидарности,
- упућивање ученика да уочавају појаве у околини у којој раде итд.

А слабости се односе на то да ова метода: 
- сужава обим знања ученика
- води до несистематичности у усвајању знања.

Треба додати да је и конструктивна улога наставника запосатављена, па се показало да се овај облик организације наставе може користити као допуна разредно-предметном систему организације рада.

## Оснивач
Творац пројекат-методе био је амерички педагог Виљем Килпатрик (1871—1965), који је на Колумбија универзитету организовао практични рад по овој методи. Пројекат-метода била је широко прихваћена у САД, а од других земаља и у Совјетском Савезу у нешто модификованом облику.
Пројекат реализује група ученика у којој свако тачно зна шта треба да уради. Свака група добија одређени задатак и тежи да обави свој део посла на различите начине, тј. изучавањем литературе, рачунањем, теренским мерењем итд. Пројекти могу бити различити: истраживачки, спортски, мануелни и сл.